# Peter Spiegel
Peter Spiegel (* 8. Juni 1953 in Würzburg) ist ein deutscher Zukunftsforscher, Sachbuchautor und Unternehmensgründer. Er leitet das von ihm gegründete WeQ Institute.

## Leben
Peter Spiegel studierte Soziologie an der Universität Regensburg (1974–1980) und gründete die Horizonte Verlags GmbH, die Publikationen der UNESCO, des Club of Rome, Michail Gorbatschow, Robert Jungk, Boutros Boutros-Ghali, Rudolf Dreikurs, Erik Blumenthal und anderen betreute. Von 1988 bis 2001 war er Mitglied im Vorstand der Bahá’í-Gemeinde in Deutschland, wo er unter anderem die Bahai-Beteiligung bei der Weltausstellung 2000 in Hannover mitkonzipierte. 1996 wurde Spiegel zum International Creative Member und später zum Generalsekretär (2002–2005) des Club of Budapest International ernannt und arbeitete mit Persönlichkeiten wie dem Dalai Lama und Nelson Mandela zusammen.
Peter Spiegel ist Mitinitiator der Global Marshall Plan Initiative und Mitglied im Vorstand des Komitees für eine demokratische UNO. das seit 2018 in "Democracy Without Borders" umbenannt wurde. 2007 initiierte er die Zukunftskonferenz „VISION SUMMIT“, 2016 mit der Metropolregion Rhein-Neckar GmbH den „EduAction Bildungsgipfel“. Spiegel organisierte Deutschlandreisen des Friedensnobelpreisträgers und Social-Business-Pioniers Muhammad Yunus (2007–2008) und gründete anschließend das GENISIS Institute for Social Business and Impact Strategies, das sich mit der Förderung von Social Innovations und der Implementierung von Social Business in Wirtschaft und Gesellschaft befasst, sowie seit 2012 mit Bildungsinnovationen, die den Erwerb von Lebensschlüsselkomptenzen ins Zentrum eines "neuen Menschenrechts auf Future Skills", als Ergänzung zum Wissenserwerb rückt. 
Durch die intensive Forschungsarbeit mit dem Metatrend "WeQ - More than IQ" erfolgte 2017 die Umbenennung des GENISIS Instituts  in  WeQ Institute

## Denken
Inspiriert von der Lehre des Philosophen Hans Vaihinger vertritt Spiegel ein positives Menschen- und Weltbild. Seinem Wirken liegt die Prämisse zugrunde, dass jeder Mensch mit Potenzialen und Fähigkeiten ausgestattet ist und diese als „Unternehmer“ seines eigenen Lebens sowohl in wirtschaftlicher als auch in sozialer Hinsicht umsetzen kann. In seiner Arbeit sucht er durch die Verknüpfung unterschiedlicher Tätigkeitsfelder von Wissenschaft über Wirtschaft, Zivilgesellschaft, Politik bis hin zu Religion nach innovativen und nachhaltigen Wegen, die Chancengleichheit in der Welt durch die Emanzipation der Armen voranzubringen. Spiegel ist maßgeblich an der Entstehung des Social-Impact-Business-Konzeptes beteiligt, eine gemäßigte Form von Social Business.

## Veröffentlichungen
- Planet We: Wirtschaft und Weltpolitik wettbewerbsneutral gestalten. Wiley-VCH, Weinheim 2023, ISBN 978-3-527-51141-9.
- WeQ Economy: Wege zu einer Wirtschaft für den Menschen. oekom Verlag, München 2019, ISBN 978-3-96238-145-5.
- Gute Geschäfte. Humane Marktwirtschaft als Ausweg aus der Krise. Aufbau Verlag, Berlin 2009.
- Social Impact Business. Genisis, Berlin 2009.
- The Power of Dignity – Die Macht der Würde. The Grameen Family. J. Kamphausen, Bielefeld 2008, ISBN 978-3-89901-169-2.
- Eine humane Weltwirtschaft. Erfolgsfaktor Mensch. Patmos-Verlag, Düsseldorf 2007, ISBN 978-3-491-72509-6.
- Muhammad Yunus – Banker der Armen. Der Friedensnobelpreisträger; sein Leben, seine Vision, seine Wirkung. Herder-Verlag, Freiburg im Breisgau/Basel/Wien 2006, ISBN 3-451-05880-4.
- mit Lutz Wicke, Inga Wicke-Thüs (Vorwort: Klaus Töpfer): Kyoto PLUS. So gelingt die Klimawende; nachhaltige Energieversorgung plus globale Gerechtigkeit; ein Report an die Global-Marshall-Plan-Initiative. Beck-Verlag, München 2006, ISBN 3-406-55127-0.
- Faktor Mensch. Ein humanes Weltwirtschaftswunder ist möglich; ein Report an die Global-Marshall-Plan-Initiative. Horizonte-Verlag, Stuttgart 2005, ISBN 3-89483-103-0.
- Einladung zum Mitgestalten. In: Ervin Laszlo: You can change the world. Wie kann ich die Welt verändern? Ein Report des Club of Budapest. Verlag Via Nova, Petersberg 2003, ISBN 3-936486-23-9.
- Das Terra-Prinzip. Das Ende der Ohnmacht in Sicht. Wirtschaftler werden Revolutionäre. Horizonte-Verlag, Stuttgart 1996, ISBN 3-89483-045-X.